# Раух, Оскар
Оскар Раух (нем. Oscar Rauch; 20 марта 1914 — ?) — швейцарский футболист, играл на позиции полузащитника. Участник чемпионата мира 1938 года.

## Биография

### Игровая карьера
Всю карьеру играл за «Грассхоппер», в составе которого выиграл три чемпионских титула и 6 Кубков Швейцарии.
За сборную Швейцарии дебютировал 2 апреля 1933 года в товарищеском матче со сборной Италии — Швейцария проиграла со счётом 0:3. Входил в состав сборной на чемпионате мира 1938 года, но на поле не выходил. Всего за сборную Швейцарии сыграл 5 матчей.

## Достижения
«Грассхоппер»
- Чемпион Швейцарии (3): 1936/37, 1938/39, 1941/42
- Обладатель Кубка Швейцарии (6): 1933/34, 1936/37, 1937/38, 1939/40, 1940/41, 1941/42